# José-Miguel Ullán
José-Miguel Ullán (Villarino de los Aires, Salamanca, 30 de octubre de 1944 - Madrid, 23 de mayo de 2009) fue un poeta español. 
Estudió en Salamanca y Madrid. Durante la última década de la dictadura franquista, vivió exiliado en Francia. (1966-1976), siguió los cursos de Pierre Vilar, Roland Barthes y Lucien Goldmann en la École pratique des hautes études (París). En 1968 fue incluido en la Antología de la nueva poesía española.

## Labor periodística
José-Miguel Ullán desarrolló una abundante actividad dentro del periodismo cultural. Dirigió, en París, las emisiones en lengua española de France Culture (ORTF). Fue subdirector de la revista de artes plásticas Guadalimar y codirector de Cuadernos Guadalimar. En Televisión Española, fue comentarista de los Festivales de Eurovisión de 1983 y 1984, celebrados respectivamente en Múnich y Luxemburgo. Asimismo fue guionista y presentador del programa cultural titulado Tatuaje, emitido en 1985. En Radio Nacional de España hizo los programas Otra canción y Acércate más. Fue subdirector del periódico Diario 16, donde fundó el suplemento "Culturas", y adjunto a la presidencia del mismo grupo editorial. Fue columnista del diario El País. Fundó la colección Poesía/Cátedra. Fue fundador y director literario de la editorial Ave del Paraíso.

## Ediciones de bibliófilo
Muchas de las obras de este poeta fueron objeto de ediciones de bibliofilia en colaboración con pintores. Estas obras han sido expuestas en diversos museos; entre otros: MoMA (Nueva York), Museo Nacional Centro de Arte Reina Sofía (Madrid), Biblioteca Nacional de Francia (París), Escuela de Arte de Mérida (Badajoz), La Casa Encendida (Madrid), Fundación César Manrique (Lanzarote), Instituto Cervantes (Nápoles, Roma, Viena), Museo Arte Contemporáneo MUSAC (León).

## Comisariado de exposiciones
Organizó numerosas exposiciones de artes plásticas. Durante varios años coorganizó el Salón de los XVI, con exposiciones en el Museo de Arte Contemporáneo (Madrid), La Caixa (Barcelona) y Pabellón Mudéjar (Sevilla). Formó parte del comité de selección de pintura y escultura en Europalia/España (Musée d´Art Moderne, Bruselas, 1985). Responsable de artes plásticas en la Comisión Organizadora del IV Centenario de San Juan de la Cruz (1991). Fue miembro del Comité de selección de la exposición internacional Artistas fantásticos y visionarios (Venecia, 1994) y del consejo de colaboración de la revista Vuelta y ahora lo es de Artes de México y Letras Libres. Para la cadena Televisa (México), intervino en dos programas monográficos: uno sobre Marcel Duchamp y el otro sobre arte contemporáneo en la serie Conversaciones con Octavio Paz. Pertenece al Patronato del CGAC (Centro Gallego de Arte Contemporáneo, Santiago de Compostela). Fue “comisario-curator” de exposiciones de artistas mexicanos en España (Frida Kahlo, Manuel Álvarez Bravo, Juan Soriano, Vicente Rojo, José Luis Cuevas, Julio Galán y la colectiva Pintado en México), así como de artistas españoles en México (Zush, José Manuel Broto, José María Sicilia, Ràfols-Casamada, Josep Guinovart y Javier Fernández de Molina). 

## Ilustraciones y poesía visual
Obras suyas —que él llama “agrafismos”— formaron parte de muestras de “poesía visual”. Ilustró la revista literaria El signo del gorrión. También ha expuesto en la 49 Bienal de Venecia, de 2001,  Con la exposición de Agrafismos en la Sala de Exposiciones del Círculo de Lectores, Madrid, 2008, inicia una itinerancia por diversos centros del Instituto Cervantes:  Viena, Nápoles y Roma, Escuela de Arte de Mérida, (Badajoz), Fundación César Manrique, Lanzarote. Sus libros han sido expuestos en el MoMA, Nueva York, Biblioteca Nacional, París, Biblioteca Nacional, Madrid, Círculo de Bellas Artes, Madrid, y otras salas de España y del extranjero.
En 2012 La Casa Encendida de Madrid organizó una gran exposición retrospectiva de su obra gráfica; Palabras iluminadas.
En 2021 se celebró la exposición Visto  y no visto. Texto y gesto en José-Miguel Ullán. en El Museo de Arte Contemporáneo (MUSAC), León. (España) 

## Colaboración con músicos
Los poemas de Ullán han pasado a formar parte de composiciones musicales de Luis de Pablo: Pocket Zarzuela (1978), estrenada por el Grupo Koan, con la soprano Pura María Martínez, bajo la dirección de José Ramón Encinar; Relámpagos (1996), estrenada en Madrid, en el Teatro Monumental, por el tenor Janos Bandi, acompañado de la Orquesta Sinfónica y Coro de RTVE y bajo la dirección de Aldo Ceccato; Circe de España (2006), estrenada por el Ensemble Algoritmo en el 42.º Festival Pontino de Música, Sermoneta (Italia), con la soprano Alda Caiello y bajo la dirección de Marco Angius.

## Obra literaria

### Poesía
- El jornal, con epílogo de Carlos Lerena, Salamanca, Vitor, 1965.
- Amor peninsular, Barcelona, El Bardo, 1965.
- Un Humano Poder, Barcelona, El Bardo, 1966.
- Antología salvaje, con prólogo de José Ángel Valente, Las Palmas de Gran Canaria, Hoy por hoy, 1970. Incluye El jornal y Amor peninsular, tres poemas de Un Humano Poder, veintiuno de Maniluvios, once exentos y uno manuscrito.
- Cierra los ojos y abre la boca, Las Palmas de Gran Canaria, Inventarios Provisionales, 1970.
- Mortaja, México, ERA, 1970.
- Maniluvios, Barcelona, El Bardo, 1972.
- Frases, Madrid, Taller de Ediciones JB, 1975.
- De un caminante enfermo que se enamoró donde fue hospedado, Madrid, Visor, 1976.
- Alarma, Madrid, Trece de Nieve, 1976.
- Soldadesca, con ilustraciones de Enrique Brinkmann, Eduardo Chillida, Alfonso Fraile, Luis Gordillo, Pablo Palazuelo, Francisco Peinado, Matías Quetglas, Vicente Rojo, Antonio Saura, Eusebio Sempere, Antoni Tàpies y Fernando Zóbel, Valencia, Pre-Textos, 1979.
- Manchas nombradas, con prólogo de Antonio Saura, Madrid, Editora Nacional, 1984.
- Rumor de Tánger, Madrid, Cuadernillos de Madrid, 1985.
- Favorables Cancún Poema seguido de La dictadura del jaykú, Madrid, Ave del Paraíso, 1993.
- Visto y no visto, Madrid, Ave del Paraíso, 1993.
- Razón de nadie, Madrid, Ave del Paraíso, 1994.
- Ardicia (Antología poética, 1964-1994), edición de Miguel Casado, Madrid, col. Letras Hispánicas, Cátedra, Madrid, 1994.
- Tardes de lluvia / Animales impuros, con ilustraciones de Vicente Rojo y José Luis Cuevas, prólogo de Eduardo Milán, México, La Giganta, 1995.
- Testículo del Anticristo, Madrid, col. Biblioteca de Alejandría, Galería Estampa, 1995. Edición limitada.
- Órganos dispersos, Lanzarote, col. Péñola Blanca, Fundación César Manrique, 2000.
- Ni mu, Velliza (Valladolid), El Gato Gris, 2002. Edición limitada.
- Con todas las letras, col. Plástica & Palabra, Universidad de León, León, 2003.
- Amo de llaves, Madrid, Losada, 2004.
- De madrugada, entre la sombra, el viento, México, Calamus, 2007. Incluye Visto y no visto y Razón de nadie, a excepción de la sección “Manchas nombradas, II”.
- Ondulaciones (Poesía reunida 1968-2007), con prólogo de Miguel Casado. Galaxia Gutenberg / Círculo de Lectores. Barcelona. 2008.
- Tortuga busca tigre, Del Centro Editores, Madrid, 2010.
- Lámparas, Círculo de Bellas Artes, Madrid, 2010.
- Los nombres y las manchas, Galaxia Gutenberg, Barcelona, 2015.

### Libros de poesía con pintores
- Adoptio in fratrem, placard en colaboración con Antonio Saura, París, Editions Maeght, 1976.
- Alarma, con serigrafías de Eusebio Sempere, Madrid, Rayuela, 1976. Integrado a la serie de Funeral mal.
- Experiencias de amor de don Juan de Tassis, conde de Villamediana y correo mayor de Su Majestad, con grabados de Enrique Brinkmann, Madrid, col. Espacio, Rayuela, 1977. El poema prologal, “El desimaginario”, se incluye en Manchas nombradas.
- Bethel, con grabados de José Hernández, Valladolid, Marzales, 1977. Se incluye en Manchas nombradas.
- Responsos, con serigrafías de Antonio Saura, Cuenca, Antojos, 1978. Se incluye en Manchas nombradas.
- Doble filo, con grabados de Matías Quetglas, Madrid, Galería Estampa, 1982. Se incluye en Manchas nombradas.
- Funeral mal, París, RLD, 1978-1985. Suma de los siguientes libros:
- Adoración, con grabados de Eduardo Chillida, traducción de Marguerite Duras, 1978.
- Ardicia, con grabados de Pablo Palazuelo, traducción de Florence Delay y Jacques Roubaud, 1978.
- Acorde, con grabados de Vicente Rojo, traducción de Florence Delay y Jacques Roubaud, 1978.
- Asedio, con grabados de Antonio Saura, 1980.
- Anular, con grabados de Antoni Tàpies, traducción de Claude Esteban, 1981.
- Almario, con grabados de Joan Miró, 1985.
- Tardes de lluvia, con grabados y serigrafías de Vicente Rojo, México, Intaglio, 1990. Se incluye en *Visto y no visto.
- Animales impuros, con grabados de José Luis Cuevas, México, Intaglio, 1992. Se incluye en Razón de nadie.
- Alfil, con grabados de José María Sicilia, Madrid, Galería Soledad Lorenzo, 1992.
- El desvelo, con dibujos y un grabado de Antoni Tàpies, Madrid, Ave del Paraíso, 1995.
- Si hay que tener, con grabados de Denis Long, Madrid, D. L., 1996.
- Sentido del deber, con dibujos y un grabado de José Manuel Broto, Madrid, Ave del Paraíso, 1996.
- Interior de conserva ante un dilema, con dibujos de Evru (antes Zush), Madrid, Ave del Paraíso, 2010.

### Artes plásticas
- Las soledades de Francisco Peinado, Madrid, Rayuela, 1977.
- Abecedario en Brinkmann, Madrid, Rayuela, 1977.
- Zóbel / Acuarelas, Madrid, Rayuela, 1978. Se incluye en Manchas nombradas.
- Tàpies, ostinato, Madrid, Ave del Paraíso, 2000.
- Volcanes construidos, con serigrafías de Vicente Rojo, México, Galería López Quiroga, 2007.

### Selecciones de artículos
- Como lo oyes (Articulaciones), Colección Crítica, Dossoles, Burgos, 2005.
- Aproximaciones. Edición de Manuel Ferro. Libros de la resistencia, 2018.
- Qué me dices, (Entrevistas), Libros de la resistencia, Madrid, 2024.

### Acciones poéticas
- Parábola, homenaje a León Felipe, Casa del Lago, México, 1975.
- Bodegón, homenaje a Juan Gris, Galería Theo, Madrid, 1977.
- Novela rosa, Puente Cultural, Madrid, 1977.
- Perrería, homenaje a Augusto Monterroso, I.C.I., Madrid, 1991.
- No me preguntes cómo llegué hasta aquí, homenaje a Manuel Padorno, Círculo de Bellas Artes, Madrid, 2003.
- Escalera primera, Centro Cultural de España en México, México, 2005.

### Obras con compositores
- Torneo, música de Carlos Pellegrino, C.N.R.S., París, 1974.
- Pocket Zarzuela, música de Luis de Pablo, Madrid, 1978.
- Relámpagos, música de Luis de Pablo, Madrid, 1996.
- Circe de España, música de Luis de Pablo, Sermoneta, 2006.
- Trío de doses, música de Luis de Pablo, Nápoles, 2008.
- Entre la sombra, música de Luca Mosca, Nápoles, 2008.

### Traducciones
- Transparencia del tiempo, de Edmond Jabès, con serigrafías de Eusebio Sempere, Marzales, Valladolid, 1977.
- Una apariencia de tragaluz, Jacques Dupin, Poesía / Cátedra, Madrid, 1982.

### Prólogos para libros
- De la luminosa opacidad de los signos, en Noventa y nueve poemas, de José Ángel Valente, Alianza Editorial, 1981.
- Revelaciones, en Torres de Dios: Poetas, de Juan Larrea, Editora Nacional, 1983.
- Tampoco quiero engañarlos, en Cuentos, Fábulas y Lo demás es silencio, de Augusto Monterroso, Alfaguara, México, 1996.
- Tortuga busca tigre, liminar a Obra Poética completa, de César Moro, Colección Archivos, Madrid, 2005.
- María Zambrano. Esencia y hermosura, Antología, Galaxia Gutenberg, Barcelona, 2009.

## Obra plástica
- Agrafismos. Escuela de Arte de Mérida-Instituto Cervantes: 2008.